# Pseudocoremia rudiata
Pseudocoremia rudiata là một loài bướm đêm trong họ Geometridae.